# ALDH1A1
Альдегиддегидрогеназа, семейство 1, член 1 — альдегиддегидрогеназа человека, кодируемая геном ALDH1A1 и участвующая в таких процессах, как детоксикация после приёма алкоголя и поддержание прозрачности роговицы. 
Фермент ALDH1A1 — один из кристаллинов роговицы, выделяемых кератоцитами в толщу стромы. Также ALDH1A1 является одной из четырёх известных ретинальдегид-дегидрогеназ позвоночных, в связи с чем в некоторых источниках обозначается акронимом RALDH1.